# 巴氏狼蛛
巴氏狼蛛（学名：Lycosa pavlovi）为狼蛛科狼蛛属的动物。在中国大陆，分布于天津等地。该物种的模式产地在天津。